# Plaza 66 Tower 1
Plaza 66 Tower 1 je kancelářský mrakodrap v Šanghaji. Je nejvyšší budovou komplexu Plaza 66, který se skládá ze dvou mrakodrapů a pětipatrového obchodního centra. Má 66 nadzemních a 3 podzemní podlaží, jeho výška je 288 metrů.. Výstavba probíhala v letech 1994–2001 podle projektu společnosti Kohn Pederson Fox Associates.